# Municipio de Johnson (condado de Gibson)
El municipio de Johnson (en inglés: Johnson Township) es un municipio ubicado en el condado de Gibson en el estado estadounidense de Indiana. En el año 2010 tenía una población de 4094 habitantes y una densidad poblacional de 38,9 personas por km².

## Geografía
El municipio de Johnson se encuentra ubicado en las coordenadas 38°11′13″N 87°34′30″O / 38.18694, -87.57500. Según la Oficina del Censo de los Estados Unidos, el municipio tiene una superficie total de 105.26 km², de la cual 104,96 km² corresponden a tierra firme y (0,28 %) 0,3 km² es agua.

## Demografía
Según el censo de 2010, había 4094 personas residiendo en el municipio de Johnson. La densidad de población era de 38,9 hab./km². De los 4094 habitantes, el municipio de Johnson estaba compuesto por el 98,68 % blancos, el 0,32 % eran afroamericanos, el 0,15 % eran amerindios, el 0,12 % eran asiáticos, el 0,1 % eran de otras razas y el 0,64 % eran de una mezcla de razas. Del total de la población el 0,68 % eran hispanos o latinos de cualquier raza.